# Torneo Rio-San Paolo 1952
Il Torneo Rio-San Paolo 1952 (ufficialmente in portoghese Torneio Rio-São Paulo 1952) è stato la 5ª edizione del Torneo Rio-San Paolo.

## Formula
Le 10 squadre partecipanti si affrontano in partite di sola andata. Vince il torneo la squadra che totalizza più punti.

## Partecipanti
| Squadra       | Città          | Stato          |
| ------------- | -------------- | -------------- |
| Bangu         | Rio de Janeiro | Rio de Janeiro |
| Botafogo      | Rio de Janeiro | Rio de Janeiro |
| Corinthians   | San Paolo      | San Paolo      |
| Flamengo      | Rio de Janeiro | Rio de Janeiro |
| Fluminense    | Rio de Janeiro | Rio de Janeiro |
| Palmeiras     | San Paolo      | San Paolo      |
| Portuguesa    | San Paolo      | San Paolo      |
| San Paolo     | San Paolo      | San Paolo      |
| Santos        | Santos         | San Paolo      |
| Vasco da Gama | Rio de Janeiro | Rio de Janeiro |

## Risultati
| Casa/Trasferta | BAN | BOT | COR | FLA | FLU | PAL | POR | SPA | SAN | VAS |
| -------------- | --- | --- | --- | --- | --- | --- | --- | --- | --- | --- |
| Bangu          |     |     | 0-5 | 3-3 |     |     |     | 2-2 | 3-2 |     |
| Botafogo       | 3-3 |     |     | 2-2 | 2-0 | 0-1 |     |     | 2-1 |     |
| Corinthians    |     | 0-2 |     | 3-1 | 4-2 |     |     | 2-1 |     |     |
| Flamengo       |     |     |     |     |     | 2-1 | 1-0 | 2-3 |     |     |
| Fluminense     | 1-0 |     |     | 3-2 |     | 2-2 |     | 4-0 |     |     |
| Palmeiras      | 1-4 |     | 2-1 |     |     |     |     |     |     | 2-0 |
| Portuguesa     | 5-1 | 2-1 | 3-2 |     | 2-4 | 3-2 |     |     | 5-1 |     |
| San Paolo      |     | 2-0 |     |     |     | 1-1 | 3-2 |     |     | 2-3 |
| Santos         |     |     | 4-2 | 4-1 | 3-2 | 2-0 |     | 2-1 |     |     |
| Vasco da Gama  | 3-3 | 2-1 | 0-2 | 1-0 | 2-2 |     | 1-1 |     | 3-1 |     |

## Classifica
| Pos. | Squadra       | Pt | G | V | N | P | GF | GS | DR |
| ---- | ------------- | -- | - | - | - | - | -- | -- | -- |
| 1.   | Portuguesa    | 11 | 9 | 5 | 1 | 3 | 23 | 16 | +7 |
| 1.   | Vasco da Gama | 11 | 9 | 4 | 3 | 2 | 15 | 14 | +1 |
| 3.   | Corinthians   | 10 | 9 | 5 | 0 | 4 | 21 | 15 | +6 |
| 3.   | Fluminense    | 10 | 9 | 4 | 2 | 3 | 20 | 17 | +3 |
| 3.   | Santos        | 10 | 9 | 5 | 0 | 4 | 20 | 19 | +1 |
| 6.   | Botafogo      | 8  | 9 | 3 | 2 | 4 | 13 | 13 | 0  |
| 6.   | San Paolo     | 8  | 9 | 3 | 2 | 4 | 15 | 18 | -3 |
| 6.   | Palmeiras     | 8  | 9 | 3 | 2 | 4 | 12 | 15 | -3 |
| 6.   | Bangu         | 8  | 9 | 2 | 4 | 3 | 19 | 25 | -6 |
| 10.  | Flamengo      | 6  | 9 | 2 | 2 | 5 | 14 | 20 | -6 |

## Finale

### Andata
| Arbitro: | Jones |

| |            | |
| Nininho Pinga Julinho | Marcatori  | Ademir Maneca |
| · Muca P · Nena D · Noronha D · Djalma Santos C · Brandãozinho C · Ceci C · Manduco C · Julinho A · Renato A · Nininho A · Pinga A · Simão A | Formazioni | · P Ernâni · D Bellini · D Wilson · C Lola · C Ely · C Jorge · A Friaça · A Maneca · A Ademir · A Ipojucan · A Jansen · A Edmur |
| Jim Lopes | Allenatori | Gentil Cardoso |

### Ritorno
| Arbitro: | Jones |

| |            | |
| Ademir 50’ Maneca | Marcatori  | 54’, 60’ Pinga |
| · Ernâni P · Bellini D · Augusto D · Wilson D · Ely C · Danilo C · Jorge C · Friaça A · Maneca A · Ademir A · Ipojucan A · Jansen A · Dejair A | Formazioni | · P Muca · P Lindolfo · D Nena · D Noronha · C Djalma Santos · C Brandãozinho · C Ceci · A Julinho · A Renato · A Leopoldo · A Nininho · A Pinga · A Simão |
| Gentil Cardoso | Allenatori | Jim Lopes |

## Classifica marcatori
| Gol |  |  | Giocatore    | Squadra       |
| --- |  |  | ------------ | ------------- |
| 11  |  |  | Pinga        | Portuguesa    |
| 9   |  |  | Baltazar     | Corinthians   |
| 7   |  |  | Nívio        | Bangu         |
| 7   |  |  | Rubens       | Flamengo      |
| 6   |  |  | Julinho      | Portuguesa    |
| 6   |  |  | Rodrigues    | Palmeiras     |
| 5   |  |  | Ademir       | Vasco da Gama |
| 5   |  |  | Maneca       | Vasco da Gama |
| 5   |  |  | Octávio      | Botafogo      |
| 5   |  |  | Odair Titica | Santos        |
| 5   |  |  | Simões       | Fluminense    |